# キリンカップサッカー2003
キリンカップサッカー2003は、24回目のキリンカップサッカーである。2003年（平成15年）6月8日から6月11日にかけて開催され、日本、アルゼンチン、パラグアイが参加した。アルゼンチンとパラグアイによる対戦は行われず、順位は定められなかった。

## 結果
| 2003年6月8日 19:24 |

| 日本        | 1 - 4    | アルゼンチン                                                            |
| 秋田豊 55分 | レポート | サビオラ 30分 · サネッティ 45分 · ロメオ 78分 · マキシ・ロドリゲス 82分 |

| 長居スタジアム（大阪） 観客数: 42,508人 主審: ヘルベルト・ファンデル |

| 2003年6月11日 19:22 |

| 日本 | 0 - 0    | パラグアイ |
|      | レポート |            |

| 埼玉スタジアム2002（さいたま） 観客数: 59,891人 主審: マイク・ライリー |